# Mogneneins

Mogneneins este o comună în departamentul Ain din estul Franței.